# (32594) Nathandeng
(32594) Nathandeng est un astéroïde de la ceinture principale.

## Description
(32594) Nathandeng est un astéroïde de la ceinture principale. Il est découvert le 24 août 2001 à Socorro (Nouveau-Mexique) par le projet LINEAR. Il présente une orbite caractérisée par un demi-grand axe de 2,59 UA, une excentricité de 0,01 et une inclinaison de 2,7° par rapport à l'écliptique.